# Daniel Agger
Daniel Agger vagy Daniel Munthe Agger (Hvidovre, 1984. december 12. –)   dán válogatott labdarúgó. Ballábas középhátvéd, a balhátvéd poszton is többször játszott már.

## Pályafutás

### Brøndby
Daniel Agger 12 éves korában elhagyta gyerekkori klubját, a Rosenhøj BK-t, hogy az első osztályú Brøndby IF ifjúsági csapatában játsszon.
2004 júliusában a felnőtt csapatba került a svéd válogatott védő Andreas Jakobsson távozása után. Agger hamar nemcsak állandó játékossá, hanem a csapat egyik fontos elemévé vált, amely megnyerte a 2004–05-ös Dán Szuperligát. Fiatalsága ellenére nagy tekintéllyel és alázattal játszott a csapatkapitány Per Nielsen irányítása alatt, és a szezon első fele után Aggert a "2004-es év tehetségé"nek nevezte a Spillerforeningen (a dán profi labdarúgók szövetsége).
A 2005–06-os szezonban egy szeptemberben szerzett sérülés év végéig akadályozta egészséges pályára lépését.
2005. december 6-án mindössze 20 esztendősen Agger elnyerte a dán sport „év tehetsége" elismerést.

### Liverpool
Aggert már régóta nagy csapatokkal hozták hírbe, és a 2006-os januári átigazolási szezon során úgy tűnt, hogy a BL-címvédő angol Liverpool FC-hez szerződik. Agger nem utazott el csapattársaival a Brøndby téli edzőtáborába, és január 12-én alá is írta a négy és fél évre szóló szerződést. Az 5,8 millió fontos vételár a legdrágább dán csapat által külföldre eladott dán játékossá és a Liverpool legdrágább addig vásárolt védőjévé tette. (Ezt a rekordot most már a holland Virgil van Dijk tartja, mivel őt körülbelül 75 millió fontért szerezte a Liverpool a Southamptontól.)
Ő az ötödik dán, aki a Liverpoolban megfordul. Elődei voltak: Torben Piechnik, Michael Stensgaard, Jørgen Nielsen és Jan Mølby is, aki így nyilatkozott róla: „Daniel Agger nagyon jó játékos. Még csak húsz hónapig játszott a dán első osztályban. Tehetséges, nagyra értékelem. Nyugodt, ballábas védő, aki nagyon jó a levegőben és remekül együtt él a játékkal."
Az első fél szezonja nem volt sikeres, mert sérülései akadályozták, így a tavaszi mérkőzéseket ki kellett hagynia.
A 2006–07-es szezon kezdetén Agger végigjátszotta a Chelsea elleni mérkőzést, megnyerve a 2006-os FA Community Shieldet. Még mindig alkalmazkodva az angol játékhoz, Agger a kezdőcsapatba került, versenyezve a Liverpool csapatkapitány-helyettes Jamie Carragherrel és a korábbi finn csapatkapitány Sami Hyypiä-vel a két középhátvédi posztért.
Első liverpooli góljára 2006. augusztus 26-ig kellett várni, de érdemes volt. A West Ham United ellen hatalmas távoli lövése a jobb felső sarokba szállt, melyre Roy Carroll kapus még csak mozdulni sem tudott. A jó 30 méteres találatot Rafael Benítez úgy kommentálta, hogy nem lepte meg. Az edző azt mondta, Daniel gyakran rúgott hasonlókat az edzéseken. A gól a BBC Match of the Day című heti labdarúgó összefoglaló műsor által nevezett "A hónap gólja" lett augusztusban, később pedig a Liverpool Premiership-beli "A szezon góljá"vá vált. 2006.október 4-én Agger a szeptemberben végzett hatásos, megbízható játékáért az angol profi labdarúgók szövetségének (PFA) szurkolói díját kapta meg.
Agger második gólját egy idegenbeli Ligakupa meccsen, a Birmingham City ellen szerezte egy közeli kapáslövésből. Harmadik találata pedig fejesből született egy Arsenal elleni 4–1-es győztes mérkőzésen, 2007. március 21-én. A 2006–07-es Bajnokok Ligája első elődöntője után Agger némi kritikát kapott, miután a Chelsea-vel játszott 1–0-s vesztes meccsen Drogba őt lecselezve adott gólpasszt. De a visszavágón Agger azzal válaszolt a kritikusoknak, hogy Gerrard legurított szabadrúgását a tizenhatos vonalától nem messziről a kapu sarkába lőtte. A mérkőzésen nyújtott hatásos teljesítménye megszilárdította Agger bemutatkozó szezonjába fektetett munkáját. Az év során a szurkolók is elismerték az ifjú tehetséget, néhányan a Liverpool egyik legendájához, Alan Hansenhez hasonlították. A dán védő játszott a BL-döntőben is, ahol a Milan ellen vesztettek 2–1-re.
Agger a 2007-es előszezont gólerősen kezdte, négy meccsen két gólt is szerezve, beleértve egy ballábas befejezést a hongkongi South China AA elleni felkészülő találkozón. Ám szeptemberben lábközépcsont-sérülést szenvedett el, így helyét Sami Hyypiä vette át a csapatban.
2008 januárjában Agger elkezdett újra edzeni és megpróbálni visszanyerni állóképességét, de sérülése kiújult a második lábközépcsontjában, így több hónapra ismét abba kellett hagynia a játékot. Miután több szakértő is megvizsgálta, a Liverpool hivatalos honlapján közzétették, hogy Agger lábát megműtik, a szezon hátralévő részét pedig kihagyja.
Visszatérését az előszezonra remélték, és a július 12-ei Tranmere Rovers elleni barátságos mérkőzésen 75 percig a pályán volt. A meccs után azt nyilatkozta, hogy: "Majdnem elölről kezdhetem az egész karrierem a Liverpoolnál."
A 2008–2009-es szezon vége felé egyre több lehetőséget kapott szlovák csapattársát, Martin Škrtelt váltva.
A 2009–2010-es szezonban szintén Škrtelt, illetve Emiliano Insúát helyettesítette, ugyanis előbbi 2010 februárjában, utóbbi pedig áprilisban sérült meg, Agger tehát az idény végén már balhátvédként szerepelt csapatában.
2010. február 28-án játszotta 100. mérkőzését a Liverpoolban a Blackburn Rovers elleni 2-1-es győzelem alkalmával. Az  Európa-ligában gólt lőtt a negyeddöntőben a Benficának.

### Válogatott
Agger tíz mérkőzésen három gólt szerzett a dán U21-es labdarúgó-válogatottban, amely szerepelt a 2006-os májusi U21-es labdarúgó-Európa-bajnokságon.
A dán fiatalok szövetségi kapitánya, Flemming Serritslev nyilatkozta róla egyszer: "Daniel tökéletes hátvéd. Hihetetlenül gyors, jók a felfutásai, új dimenziókat nyit csapatunk játékában". Egyébként a dán futballt népes Agger-család boldogítja, ám a sok kuzin közül csak Nicolaj Moesgaard rokona, mégpedig unokatestvére, s természetesen ő is a Brøndby IF-ben bontogatja szárnyait.
Agger 2005. június 2-án debütált a felnőtt válogatottban Finnország ellen, ahol ellenfele volt Sami Hyypiä, illetve a volt liverpooli játékos Jari Litmanen is. Augusztusban a focivilág nagy része felkapta fejét, mikor a fiatal dán csapat 4–1-re legyőzte az angol válogatottat. Az Agger vezetésével felálló védelem szinte leradírozta a mérkőzésen Michael Owent és Wayne Rooney-t.
2012 óta a dán nemzeti válogatott csapatkapitánya.

## Sikerei, díjai

### Csapatban
Brøndby IF
- Győztes/bajnok
  - Superligaen (1): 2004–05
  - Dán Kupa (1): 2004–05

Liverpool FC
- Győztes/bajnok
  - Ligakupa (1): 2011–12
  - FA Community Shield (1): 2006
- Döntős/második helyezett
  - Premier League (2): 2008–09, 2013–14
  - FA-kupa (1): 2011–12
  - UEFA-bajnokok ligája (1): 2006–07

### Egyéni díjak
- Az év dán labdarúgója (2): 2007, 2012
- Superligaen "Év Tehetsége": 2004
- Dán sport "Év Tehetsége": 2005

## Statisztika
Utoljára frissítve: 2014. augusztus 30.

### Klubcsapatban
| Klub             | Szezon            | Superligaen    | Superligaen    | DBU Pokalen | DBU Pokalen | —        | —        | UEFA  | UEFA | Egyéb | Egyéb | Összesen | Összesen |
| Klub             | Szezon            | Meccs          | Gól            | Meccs       | Gól         | Meccs    | Gól      | Meccs | Gól  | Meccs | Gól   | Meccs    | Gól      |
| ---------------- | ----------------- | -------------- | -------------- | ----------- | ----------- | -------- | -------- | ----- | ---- | ----- | ----- | -------- | -------- |
| Brøndby          | 2004–05           | 26             | 5              | 5           | 0           | —        | —        | 1     | 0    | —     | —     | 32       | 5        |
| Brøndby          | 2005–06           | 8              | 0              | 0           | 0           | —        | —        | 2+3   | 0+0  | —     | —     | 13       | 0        |
| Klub             | Szezon            | Premier League | Premier League | FA-kupa     | FA-kupa     | Ligakupa | Ligakupa | UEFA  | UEFA | Egyéb | Egyéb | Összesen | Összesen |
| Klub             | Szezon            | Meccs          | Gól            | Meccs       | Gól         | Meccs    | Gól      | Meccs | Gól  | Meccs | Gól   | Meccs    | Gól      |
| Liverpool        | 2005–06           | 4              | 0              | 0           | 0           | 0        | 0        | 0     | 0    | —     | —     | 4        | 0        |
| Liverpool        | 2006–07           | 27             | 2              | 1           | 0           | 2        | 1        | 12    | 1    | 1     | 0     | 43       | 4        |
| Liverpool        | 2007–08           | 5              | 0              | 0           | 0           | 0        | 0        | 1     | 0    | —     | —     | 6        | 0        |
| Liverpool        | 2008–09           | 18             | 1              | 1           | 0           | 2        | 1        | 5     | 0    | —     | —     | 26       | 2        |
| Liverpool        | 2009–10           | 23             | 1              | 1           | 0           | 0        | 0        | 4+8   | 0+1  | —     | —     | 36       | 2        |
| Liverpool        | 2010–11           | 16             | 0              | 1           | 0           | 1        | 0        | 3     | 0    | —     | —     | 21       | 0        |
| Liverpool        | 2011–12           | 27             | 1              | 3           | 1           | 4        | 0        | —     | —    | —     | —     | 34       | 2        |
| Liverpool        | 2012–13           | 35             | 3              | 0           | 0           | 0        | 0        | 4     | 0    | —     | —     | 39       | 3        |
| Liverpool        | 2013–14           | 20             | 2              | 2           | 0           | 1        | 0        | —     | —    | —     | —     | 23       | 2        |
| Liverpool összes | 2006–2014         | 175            | 9              | 9           | 1           | 10       | 2        | 22+15 | 1+1  | 1     | 0     | 232      | 14       |
| Klub             | Szezon            | Superligaen    | Superligaen    | DBU Pokalen | DBU Pokalen | —        | —        | UEFA  | UEFA | Egyéb | Egyéb | Összesen | Összesen |
| Klub             | Szezon            | Meccs          | Gól            | Meccs       | Gól         | Meccs    | Gól      | Meccs | Gól  | Meccs | Gól   | Meccs    | Gól      |
| Brøndby          | 2014–15           | 0              | 0              | 0           | 0           | —        | —        | —     | —    | —     | —     | 0        | 0        |
| Brøndby összes   | 2004–2006 & 2014– | 34             | 5              | 5           | 0           | —        | —        | 2+4   | 0    | —     | —     | 45       | 5        |
| Összesen         | 2004–             | 209            | 14             | 14          | 1           | 10       | 2        | 24+19 | 1+1  | 1     | 0     | 277      | 19       |

### Válogatottban
| Nemzeti csapat | Év       | Meccsek | Gólok |
| -------------- | -------- | ------- | ----- |
| Dánia          | 2005     | 4       | 1     |
| Dánia          | 2006     | 6       | 0     |
| Dánia          | 2007     | 8       | 1     |
| Dánia          | 2008     | 5       | 1     |
| Dánia          | 2009     | 6       | 0     |
| Dánia          | 2010     | 9       | 0     |
| Dánia          | 2011     | 6       | 2     |
| Dánia          | 2012     | 9       | 1     |
| Dánia          | 2013     | 8       | 4     |
| Dánia          | 2014     | 3       | 1     |
| Összesen       | Összesen | 64      | 11    |

## Magánélet
Agger egy dán heavy metal együttes, a Volbeat rajongójának vallotta magát, miután a 2007-es BL-döntőre a The Garden's Tale című számukat nevezte meg a "LFC Zeneszámai, 2007 Athén"-ba.
2007-ben Agger két éttermet vásárolt meg Liverpoolban, a Lark Lane-en.
Agger ismert számtalan tetoválásáról. Többek között van egy viking a jobb felkarján, alatta a "Memento mori" ("Emlékezz a halálra") felirattal, egy bonyolult gyűrű a bal könyöke körül, törzsi szimbólumok, kínai betűk, valamint a hátán található "Mors certa hora incerta" ("A halál biztos, az ideje bizonytalan") mondat. A fivére és a nővére neve is megtalálható a mellkasán. Agger maga is tetoválóművész.